# Haliaspis mackenziei
Haliaspis mackenziei är en insektsart som först beskrevs av Mcdaniel 1971.  Haliaspis mackenziei ingår i släktet Haliaspis och familjen pansarsköldlöss. Inga underarter finns listade i Catalogue of Life.